# Podbrzezie (rejon brasławski)
Podbrzezie – dawny zaścianek. Tereny, na których była położona, leżą obecnie na Białorusi, w obwodzie witebskim, w rejonie brasławskim, w sielsowiecie Achremowce.
Inna nazwa wsi Podberezie.

## Historia
W czasach zaborów w gminie Brasław, w powiecie nowoaleksandrowskim, w guberni wileńskiej Imperium Rosyjskiego
W latach 1921–1939 zaścianek leżał w Polsce, w województwie nowogródzkim (od 1926 w województwie wileńskim), w powiecie dziśnieńskim (od 1926 w powiecie brasławskim), w gminie Brasław.
Według Powszechnego Spisu Ludności z 1921 roku zamieszkiwało tu 26 osób, 9 było wyznania rzymskokatolickiego, 1 prawosławnego a 16 staroobrzędowego. Jednocześnie 9 mieszkańców zadeklarowało polska przynależność narodową a 17 inną. Były tu 4 budynki mieszkalne. W 1931 w 4 domach zamieszkiwały 22 osoby.
Zaścianek należała do parafii rzymskokatolickiej w Brasławiu. W 1933 podlegała pod Sąd Grodzki w Brasławiu i Okręgowy w Wilnie; właściwy urząd pocztowy mieścił się w Brasławiu.